# 黒田稲皐

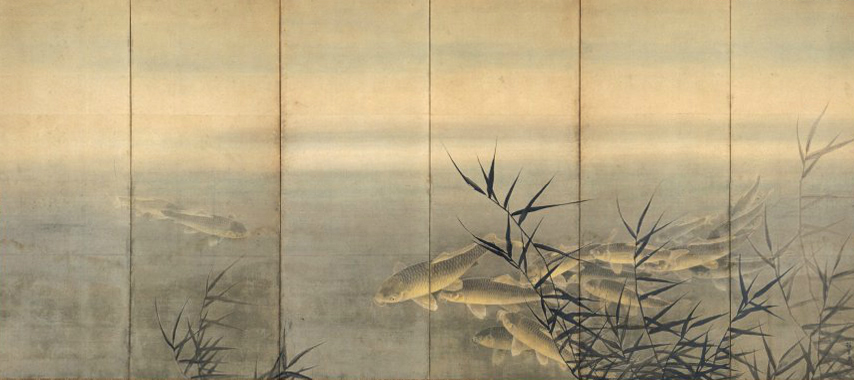
「群鯉游泳図」六曲一双のうち右隻 文政7年（1824年）鳥取県立博物館 鳥取県指定文化財

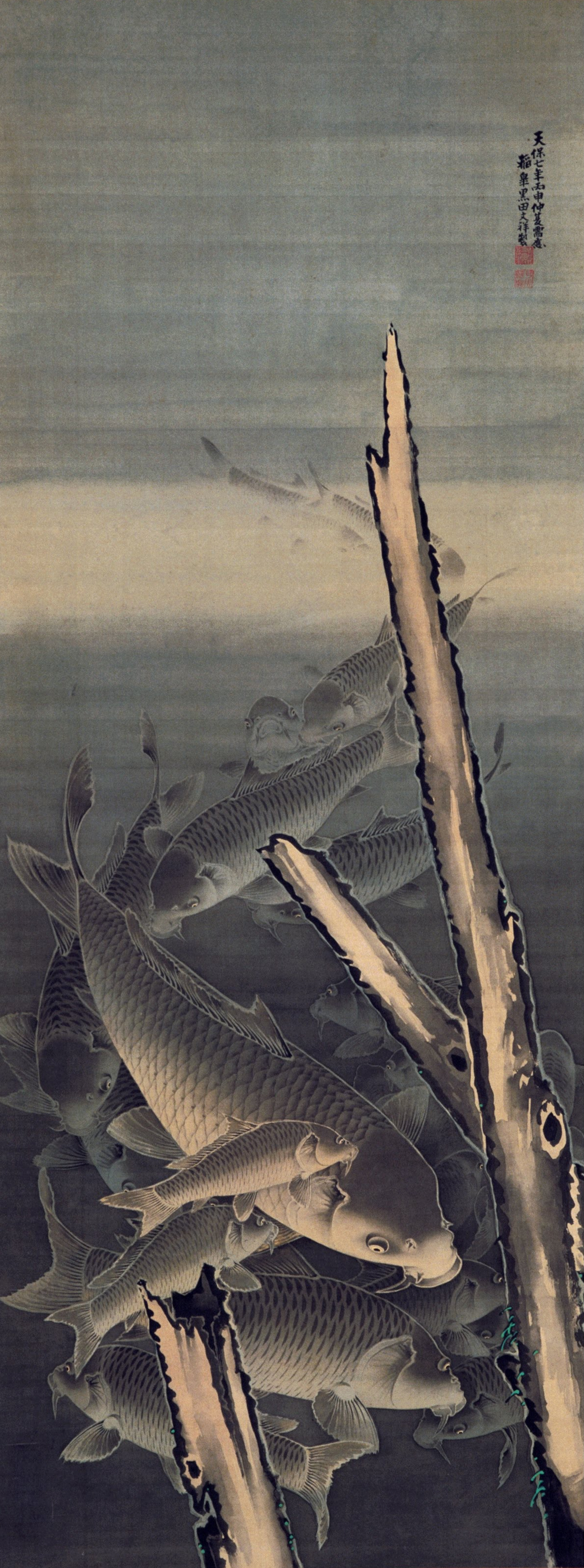
群鯉図 天保7年（1836年）鳥取県立博物館 鳥取県指定文化財

黒田 稲皐（くろだ とうこう、天明7年（1787年） - 弘化3年11月6日（1846年12月23日））は、江戸時代後期の絵師、鳥取藩士。本姓は林。名は文祥。通称は六之丞。字は叔奎か。号ははじめ稲葉、のち稲皐。

## 略歴
鳥取藩士・林源三郎の弟として生まれる。文化4年（1807年）から9年（1812年）の間に鳥取新田藩（東館藩）池田家の家臣・黒田家に養子に入る。藩主池田仲雅の近習となり、しばしば江戸へ赴き公務を勤めた。
幼少の頃から画を好み、藩絵師土方稲嶺に写生画法を学んだ。稲嶺は病の床で稲皐を枕元に呼び寄せ、「我が門流中、相当の技量ある者のみ、画号に稲字を冠せしめよ」とかたったとされ（『鳥取藩史』）、師の信頼が厚かったのを見て取れる。また、弓馬、刀槍、水練などの武芸にも長じ、落款には「弓馬余興」の印をしばしば用いた。更に「因州臣」「因藩臣」と入った作もあり、これらは自分はあくまで武士であり絵は余興にすぎないという稲皐の矜持を表している。
当主仲雅の没後は役務を退いて画業に専念した。家には鷹を飼い、池には鯉を放って、その飛翔遊泳を観察して写生した。人物、花卉、禽獣いずれも巧みであったが、特に鯉の絵にすぐれ、「鯉の稲皐」と呼ばれた。
弘化3年（1846年）11月6日死去。60歳。墓は鳥取市玄忠寺にある。跡は甥の黒田稲観が継ぎ山水画を得意としたが、稲観は33歳で亡くなった。他の弟子に小畑稲升がおり、稲皐の墓前には稲升が寄進した水盤石が置かれている。

## 作品
| 作品名     | 技法         | 形状・員数 | 寸法（縦x横cm）   | 所有者             | 年代              | 落款・印章                                             | 備考                                       |
| ---------- | ------------ | ---------- | ----------------- | ------------------ | ----------------- | ------------------------------------------------------ | ------------------------------------------ |
| 牡丹猫図   | 絹本著色     | 1幅        | 101.2x37.2        | 鳥取県立博物館     | 1812年 (文化9年)  |                                                        |                                            |
| 群鯉図     | 絹本墨画淡彩 | 1幅        | 112.4x57.2        | 香雪美術館寄託     | 1823年 (文政6年)  | 款記「文政六年癸未季夏稲皐源文祥寫」/「文祥」朱文円印  |                                            |
| 群鯉游泳図 | 紙本墨画     | 六曲一双   | 160.0x375.5（各） | 鳥取県立博物館     | 1824年 (文政7年)  |                                                        | 鳥取県指定文化財                           |
| 郡鯉図     | 絹本著色     | 額1面      | 83.0x136.0        | 鳥取県立博物館     | 1827年(文政10年)  |                                                        |                                            |
| 雲龍之図   | 絹本墨画金彩 | 1幅        | 64.2x86.5         | 鳥取県立博物館     | 1818年 (文政15年) |                                                        |                                            |
| 雪景山水図 | 紙本墨画     | 襖14面     |                   | 智恩寺（宮津市）   | 1834年 (天保5年)  | 款記「天保五年甲午孟春 稲皐黒田文祥」/「文祥」朱文円印 | 文政11年にも智恩寺で屏風絵を手掛けている。 |
| 千匹鯉図   | 絹本墨画淡彩 | 1幅        | 53.0x72.5         | 鳥取県立博物館     | 1834年 (天保5年)  |                                                        |                                            |
| 群鯉図     | 絹本著色     | 1幅        | 146.0x55.2        | 鳥取県立博物館     | 1836年 (天保7年)  |                                                        | 鳥取県指定文化財                           |
| 緋鯉図     |              | 1幅        |                   | 鳥取市歴史博物館   | 年代不明          | 款記「稲皐製」                                         | 緋鯉を描いた作品は珍しい。                 |
| 郡鯉図     | 紙本墨画     | 1幅        |                   | 三の丸尚蔵館       | 年代不明          | 款記「稲皐寫」                                         |                                            |
| Carp       | 紙本墨画     | 六曲一隻   | 153.67x325.76     | ミネアポリス美術館 |                   |                                                        |                                            |

## 参考資料
- 菅村亨 「障壁画の旅-30- 智恩寺(宮津市)の障壁画─木村梁舟・黒田稲皐の襖絵」『日本美術工芸 』日本美術工芸社、1986年11月、pp.34-43
- 『鳥取県の自然と歴史 -5- 藩政時代の絵師たち』 鳥取県立博物館、1983年3月30日。2013年1月31日に改訂版